# Grande Prêmio do Brasil de 2004
Resultados do Grande Prêmio do Brasil de Fórmula 1 realizado em Interlagos em 24 de outubro de 2004. Décima oitava etapa da temporada, foi vencido pelo colombiano Juan Pablo Montoya, da Williams-BMW, com Kimi Räikkönen, da McLaren-Mercedes, em segundo e Rubens Barrichello, da Ferrari, em terceiro.

## Resumo

### Hora da despedida
Neste fim de temporada chegam ao fim vários contratos entre pilotos e equipes, a começar por Jacques Villeneuve em sua passagem relâmpago de três provas pela Renault, time onde o campeão mundial de 1997 chegou como substituto de Jarno Trulli. Ainda mais radical, a Williams dispensou os serviços de Juan Pablo Montoya e Ralf Schumacher enquanto David Coulthard, Giancarlo Fisichella e Nick Heidfeld deixaram McLaren, Sauber e Jordan, respectivamente.
Quanto aos pilotos citados, sabe-se que Jacques Villeneuve trocou de lugar com Giancarlo Fisichella, pois o canadense aceitou um cockpit na Sauber enquanto o italiano trabalhará sob as ordens de Flavio Briatore. No caso da Williams os contratados para 2005 são Mark Webber e Nick Heidfeld, enquanto Juan Pablo Montoya substituirá David Coulthard na McLaren, enquanto o britânico assinou com a Red Bull Racing, esta a sucessora da Jaguar. Por fim Ralf Schumacher assinou com a Toyota para formar dupla com o recém-contratado Jarno Trulli enquanto a Jordan estará sob os cuidados de Tiago Monteiro e Narain Karthikeyan.
- Esta foi a última corrida dos pilotos Gianmaria Bruni e Zsolt Baumgartner, enquanto Timo Glock disputou a etapa brasileira, mas retornou à categoria apenas em 2008 como piloto da Toyota.[7]
- 1º pódio de um piloto brasileiro no Brasil, desde a vitória de Ayrton Senna no Grande Prêmio do Brasil de 1993.
- 1ª vez que Rubens Barrichello cruza a linha de chegada em Interlagos desde 1995.
- Última vitória de Juan Pablo Montoya pela equipe Williams.
- Última vitória da equipe Williams até o Grande Prêmio da Espanha de 2012.
- Última pole position de Rubens Barrichello pela Ferrari e a última dele até o Grande Prêmio do Brasil de 2009.
- Ricardo Zonta substituiu o aposentado Olivier Panis na corrida.
- Última corrida da Ford como fornecedora de motores na Fórmula 1.

## Classificação

### Treinos oficiais
| Pos.   | Nº | Piloto               | Equipe           | Tempo     | Dif.      |
| ------ | -- | -------------------- | ---------------- | --------- | --------- |
| 1      | 2  | Rubens Barrichello   | Ferrari          | 1:10.646  | —         |
| 2      | 3  | Juan Pablo Montoya   | Williams-BMW     | 1:10.850  | + 0.204   |
| 3      | 6  | Kimi Räikkönen       | McLaren-Mercedes | 1:10.892  | + 0.246   |
| 4      | 12 | Felipe Massa         | Sauber-Petronas  | 1:10.922  | + 0.276   |
| 5      | 9  | Jenson Button        | BAR-Honda        | 1:11.092  | + 0.446   |
| 6      | 10 | Takuma Sato          | BAR-Honda        | 1:11.120  | + 0.474   |
| 7      | 4  | Ralf Schumacher      | Williams-BMW     | 1:11.131  | + 0.485   |
| 8*     | 1  | Michael Schumacher   | Ferrari          | 1:11.386  | + 0.740   |
| 9      | 8  | Fernando Alonso      | Renault          | 1:11.454  | + 0.808   |
| 10     | 16 | Jarno Trulli         | Toyota           | 1:11.483  | + 0.837   |
| 11     | 11 | Giancarlo Fisichella | Sauber-Petronas  | 1:11.571  | + 0.925   |
| 12     | 14 | Mark Webber          | Jaguar-Cosworth  | 1:11.665  | + 1.019   |
| 13     | 5  | David Coulthard      | McLaren-Mercedes | 1:11.750  | + 1.104   |
| 14     | 7  | Jacques Villeneuve   | Renault          | 1:11.836  | + 1.190   |
| 15     | 17 | Ricardo Zonta        | Toyota           | 1:11.974  | + 1.328   |
| 16     | 15 | Christian Klien      | Jaguar-Cosworth  | 1:12.211  | + 1.565   |
| 17     | 18 | Nick Heidfeld        | Jordan-Ford      | 1:12.829  | + 2.183   |
| 18     | 19 | Timo Glock           | Jordan-Ford      | 1:13.502  | + 2.856   |
| 19     | 21 | Zsolt Baumgartner    | Minardi-Cosworth | 1:13.550  | + 2.904   |
| 20     | 20 | Gianmaria Bruni      | Minardi-Cosworth | sem tempo | sem tempo |
| Fonte: |    |                      |                  |           |           |

- † Michael Schumacher recebeu uma punição com a perda de dez posições no grid, por trocar o motor.

### Corrida
| Pos.   | Nº | Piloto               | Construtor       | Voltas | Tempo/Diferença | Grid | Pontos |
| ------ | -- | -------------------- | ---------------- | ------ | --------------- | ---- | ------ |
| 1      | 3  | Juan Pablo Montoya   | Williams-BMW     | 71     | 1:28:01.451     | 2    | 10     |
| 2      | 6  | Kimi Räikkönen       | McLaren-Mercedes | 71     | + 1.022         | 3    | 8      |
| 3      | 2  | Rubens Barrichello   | Ferrari          | 71     | + 24.099        | 1    | 6      |
| 4      | 8  | Fernando Alonso      | Renault          | 71     | + 48.508        | 8    | 5      |
| 5      | 4  | Ralf Schumacher      | Williams-BMW     | 71     | + 49.740        | 7    | 4      |
| 6      | 10 | Takuma Sato          | BAR-Honda        | 71     | + 50.248        | 6    | 3      |
| 7      | 1  | Michael Schumacher   | Ferrari          | 71     | + 50.626        | 18   | 2      |
| 8      | 12 | Felipe Massa         | Sauber-Petronas  | 71     | + 1:02.310      | 4    | 1      |
| 9      | 11 | Giancarlo Fisichella | Sauber-Petronas  | 71     | + 1:03.842      | 10   |        |
| 10     | 7  | Jacques Villeneuve   | Renault          | 70     | + 1 volta       | 13   |        |
| 11     | 5  | David Coulthard      | McLaren-Mercedes | 70     | + 1 volta       | 12   |        |
| 12     | 16 | Jarno Trulli         | Toyota           | 70     | + 1 volta       | 9    |        |
| 13     | 17 | Ricardo Zonta        | Toyota           | 70     | + 1 volta       | 14   |        |
| 14     | 15 | Christian Klien      | Jaguar-Cosworth  | 69     | + 2 voltas      | 15   |        |
| 15     | 19 | Timo Glock           | Jordan-Ford      | 69     | + 2 voltas      | 17   |        |
| 16     | 21 | Zsolt Baumgartner    | Minardi-Cosworth | 67     | + 4 voltas      | 19   |        |
| 17     | 20 | Gianmaria Bruni      | Minardi-Cosworth | 67     | + 4 voltas      | 20   |        |
| Ret    | 14 | Mark Webber          | Jaguar-Cosworth  | 23     | Batida          | 11   |        |
| Ret    | 18 | Nick Heidfeld        | Jordan-Ford      | 15     | Embreagem       | 16   |        |
| Ret    | 9  | Jenson Button        | BAR-Honda        | 3      | Motor           | 5    |        |
| Fonte: |    |                      |                  |        |                 |      |        |

## Tabela do campeonato após a corrida
| Pos.   | Piloto             | Pontos |
| ------ | ------------------ | ------ |
| 1      | Michael Schumacher | 148    |
| 2      | Rubens Barrichello | 114    |
| 3      | Jenson Button      | 85     |
| 4      | Fernando Alonso    | 59     |
| 5      | Juan Pablo Montoya | 58     |
| Fonte: |                    |        |

| Pos.   | Equipe           | Pontos |
| ------ | ---------------- | ------ |
| 1      | Ferrari          | 262    |
| 2      | BAR-Honda        | 119    |
| 3      | Renault          | 105    |
| 4      | Williams-BMW     | 88     |
| 5      | McLaren-Mercedes | 69     |
| Fonte: |                  |        |

- Nota: Somente as primeiras cinco posições estão listadas e os campeões da temporada surgem grafados em negrito.